# Lijst van gemeentelijke monumenten in Westervoort
De gemeente Westervoort kent 1 gemeentelijk monument. Hieronder een overzicht. 
| Object                                                   | Bouwjaar | Architect | Locatie                   | Coördinaten                  | Nr.          | Afbeelding                                               |
| -------------------------------------------------------- | -------- | --------- | ------------------------- | ---------------------------- | ------------ | -------------------------------------------------------- |
| De Schans, een voormalig defensiewerk uit de IJssellinie | 1953     |           | iets ten noorden Schans 7 | 51° 56' 31" NB, 5° 58' 7" OL | 0293/wikinr1 | De Schans, een voormalig defensiewerk uit de IJssellinie |

Aalten · 
Apeldoorn · 
Arnhem · 
Barneveld · 
Berkelland · 
Beuningen · 
Bronckhorst · 
Brummen · 
Buren · 
Culemborg · 
Doesburg · 
Doetinchem · 
Druten · 
Duiven · 
Ede · 
Elburg · 
Epe · 
Ermelo · 
Groesbeek · 
Harderwijk · 
Hattem · 
Heerde · 
Heumen · 
Lingewaard · 
Lochem · 
Maasdriel · 
Montferland · 
Neder-Betuwe · 
Nijkerk · 
Nijmegen · 
Nunspeet · 
Oldebroek · 
Oost Gelre · 
Oude IJsselstreek · 
Overbetuwe · 
Putten · 
Renkum · 
Rheden · 
Rozendaal · 
Scherpenzeel · 
Tiel · 
Ubbergen · 
Voorst · 
Wageningen · 
West Betuwe · 
West Maas en Waal · 
Westervoort · 
Wijchen · 
Winterswijk · 
Zaltbommel · 
Zevenaar · 
Zutphen